# Llista de governadors d'Aguascalientes

Escut d'Aguascalientes

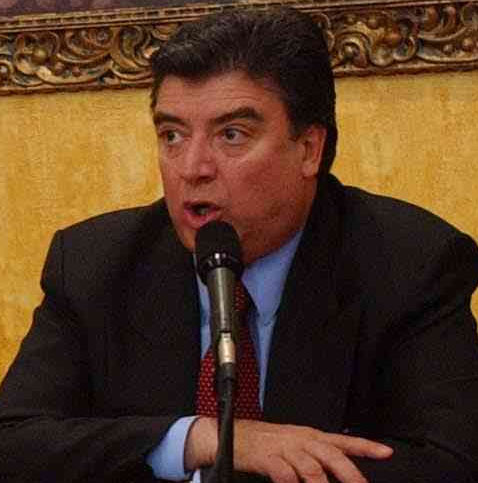
Felipe González González

Aquesta és la llista de governadors d'Aguascalientes. El Governador d'Aguascalientes és el titular del poder executiu de l'Estat Lliure i Sobirà d'Aguascalientes, Mèxic. El seu càrrec està establert i regulat en el Capítol X de la Constitució Política de l'Estat d'Aguascalientes; en l'article 36 estableix que "L'exercici del Poder Executiu es diposita en un sol individu que es denominarà Governador de l'Estat". El càrrec dura 6 anys, sense possibilitat de reelecció immediata i es pren possessió del mateix l'1 de desembre de l'any electoral.

## Governadors d'Aguascalientes
L'actual governador de l'Estat és Carlos Lozano de la Torre, electe el 2010 per al període 2010-2016. Els governadors de l'Estat des de la seva fundació fins avui han estat els següents:
| Nom                                  | Partit | Període     |
| Carlos Lozano de la Torre            | PRI    | 2010-2016   |
| Luis Armando Reynoso Femat           | PAN    | 2004-2010   |
| Juan José León Rubio                 | PAN    | 2004        |
| Felipe González González             | PAN    | 1998-2004   |
| Otto Granados Roldán                 | PRI    | 1992-1998   |
| Miguel Ángel Barberena Vega          | PRI    | 1986-1992   |
| Rodolfo Landeros Gallegos            | PRI    | 1980-1986   |
| José Refugio Esparza Reyes           | PRI    | 1974-1980   |
| Francisco Guel Jiménez               | PRI    | 1968-1974   |
| Enrique Olivares Santana             | PRI    | 1962-1968   |
| Luis Ortega Douglas                  | PRI    | 1956-1962   |
| Benito Palomino Dena                 | PRI    | 1953-1956   |
| Edmundo Gámez Orozco                 | PRI    | 1950-1953   |
| Jesús Maria Rodríguez Flores         | PRI    | 1944-1950   |
| Alberto del Valle Azuela             | PRI    | 1940-1944   |
| Juan G. Alvarado Lavalle             | PRI    | 1936-1940   |
| Enrique Osorio Camarena              | PRI    | 1932-1936   |
| Rafael Quevedo Morán                 | PRI    | 1930-1932   |
| Manuel Carpio Velázquez              | PRI    | 1928-1929   |
| Benjamín de la Mora                  | –      | 1928        |
| Alberto Díaz de León Bocanegra       | –      | 1928        |
| Isaac Díaz de León                   | –      | 1926-1928   |
| Manuel Mena                          | –      | 1927        |
| Joaquín de Lara Esqueda              | –      | 1927        |
| Alberto González Hermosillo Barragán | –      | 1926-1927   |
| Francisco Reyes Barrientos           | –      | 1926        |
| Benjamín Azpeitia Puga               | –      | 1925-1926   |
| Guadalupe Dávila Guerrero            | –      | 1925        |
| José Maria Elizalde                  | –      | 1924-1925   |
| Victorino Medina                     | –      | 1924        |
| Rafael Arellano Valle                | –      | 1920-1924   |
| Aurelio L. González                  | –      | 1917-1920   |
| Alberto Fuentes Dávila               | –      | 1911 - 1913 |
| Alejandro Vázquez del Mercado        | –      | 1887 - 1907 |
| Carlos Sagredo                       | –      | 1899 - 1903 |
| Rafael Arellano Ruíz Esparza         | –      | 1881 - 1889 |
| Miguel Güinchard                     | –      | 1879 - 1881 |
| Francisco Gómez Hornedo              | –      | 1876 - 1879 |
| Rodrigo Rincón Gallardo              | –      | 1875 - 1876 |
| Ignacio T. Chávez                    | –      | 1872 - 1875 |
| Carlos Barrón Letechipía             | –      | 1871 - 1872 |
| Jesús Gómez Portugal                 | –      | 1867 - 1871 |
| Cayetano Basave¹                     | –      | 1864 - 1865 |
| Juan Chávez¹                         | –      | 1863 - 1864 |
| José María Chávez Alonso             | –      | 1862 - 1863 |
| Ponciano Arriaga                     | –      | 1862        |
| Esteban Ávila Mier                   | –      | 1860 - 1862 |
| Jesús Terán Peredo                   | –      | 1855 - 1857 |
| José Cirilo Gómez Anaya              | –      | 1853 - 1855 |
| Felipe Cosio                         | –      | 1846 - 1848 |
| Felipe Nieto y del Portillo          | –      | 1845 - 1846 |
| Mariano Chico Navarro                | –      | 1843 - 1844 |
| Pedro José García Rojas              | –      | 1835 - 1836 |
| ¹ Governant pel Segon Imperi Mexicà  |        |             |